# Olga Rieszetkowa
Olga Wiktorowna Rieszetkowa (ros. Ольга Викторовна Решеткова; ur. 29 stycznia 1982 w Biszkeku) – kirgiska biegaczka narciarska. Była uczestniczką mistrzostw świata w Val di Fiemme (2003), mistrzostw świata w Sapporo (2007), mistrzostw świata w Libercu (2009) i mistrzostw świata w Oslo (2011), a także Zimowych Igrzysk Olimpijskich 2010 w Vancouver.

## Osiągnięcia

### Igrzyska olimpijskie
| Miejsce | Dzień     | Rok  | Miejscowość | Konkurencja              | Czas biegu | Strata | Zwyciężczyni  |
| ------- | --------- | ---- | ----------- | ------------------------ | ---------- | ------ | ------------- |
| 54.     | 17 lutego | 2010 | Whistler    | sprint stylem klasycznym | 4:32,96    | —      | Marit Bjørgen |

### Mistrzostwa świata
| Miejsce | Dzień     | Rok  | Miejscowość   | Konkurencja                                  | Czas biegu | Strata   | Zwyciężczyni         |
| ------- | --------- | ---- | ------------- | -------------------------------------------- | ---------- | -------- | -------------------- |
| 43.     | 18 lutego | 2003 | Val di Fiemme | 15 km stylem klasycznym (start masowy)       | 48:19,1    | +8:38,2  | Bente Skari          |
| 55.     | 20 lutego | 2003 | Val di Fiemme | 10 km stylem klasycznym (start indywidualny) | 31:37,7    | +5:50,7  | Bente Skari          |
| 60.     | 22 lutego | 2003 | Val di Fiemme | 10 km bieg łączony                           | 30:33,8    | +3:55,4  | Kristina Šmigun-Vähi |
| DNF     | 25 lutego | 2007 | Sapporo       | 15 km bieg łączony                           | 41:27,5    | —        | Olga Zawjałowa       |
| 64.     | 27 lutego | 2007 | Sapporo       | 10 km stylem dowolnym (start indywidualny)   | 29:11,1    | +5:12,7  | Kateřina Neumannová  |
| 44.     | 3 marca   | 2007 | Sapporo       | 30 km stylem klasycznym (start masowy)       | 1:48:07,0  | +18:19,9 | Virpi Kuitunen       |
| LPD     | 21 lutego | 2009 | Liberec       | 15 km bieg łączony                           | 40:55,3    | —        | Justyna Kowalczyk    |
| 70.     | 24 lutego | 2009 | Liberec       | Sprint stylem dowolnym                       | 3:11,68    | —        | Arianna Follis       |
| 15.     | 25 lutego | 2009 | Liberec       | Sprint drużynowy stylem klasycznym           | 19:43,7    | —        | Finlandia            |
| 55.     | 28 lutego | 2009 | Liberec       | 30 km stylem dowolnym (start masowy)         | 1:35:51,3  | +19:40,7 | Justyna Kowalczyk    |
| 86.     | 24 lutego | 2011 | Oslo          | Sprint stylem dowolnym                       | 3:03,9     | —        | Marit Bjørgen        |